# 尾崎忠治
尾崎 忠治（おざき ただはる、天保2年2月2日（1831年3月15日） - 1905年（明治38年）10月16日）は、日本の武士、政治家。正二位勲一等男爵。

## 生涯
土佐藩士尾崎源之丞の次男として生まれ、奥宮慥斎に学ぶ。
維新後の明治3年（1870年）12月、刑部大解部に就任。翌年7月に刑部省が司法省と名を変え、司法大解部、同年10月に司法少判事、同8年（1875年）5月に長崎上等裁判所長心得、同17年（1884年）12月に東京控訴院長、同19年（1886年）8月には大審院長などの司法ポストを歴任した。
同23年（1890年）8月に枢密顧問官。同33年（1900年）5月、男爵を授爵。 
同38年（1905年）に死去、享年75。青山霊園に葬られた。

## 栄典
位階
- 1886年（明治19年）7月8日 - 従四位[1]
- 1886年（明治19年）10月20日 - 従三位[2]
- 1897年（明治30年）12月27日 - 従二位[3]
- 1905年（明治38年）10月16日 - 正二位[4]

勲章等
- 1888年（明治21年）5月29日 - 勲二等旭日重光章[5]
- 1889年（明治22年）11月25日 - 大日本帝国憲法発布記念章[6]
- 1891年（明治24年）3月30日 - 勲一等瑞宝章[7]
- 1898年（明治31年）12月28日 - 旭日大綬章[8]
- 1900年（明治33年）5月9日 - 男爵[9]

## 逸話
囲碁の腕が相当なものであったらしい。

## 親族
- 長男 尾崎麟太郎（貴族院男爵議員）[10]